# Chilacayote, Veracruz
Chilacayote är en ort i Mexiko.   Den ligger i kommunen Atzalan och delstaten Veracruz, i den sydöstra delen av landet, 230 km öster om huvudstaden Mexico City. Chilacayote ligger 870 meter över havet och antalet invånare är 106.
Terrängen runt Chilacayote är kuperad åt nordväst, men åt sydost är den bergig. Terrängen runt Chilacayote sluttar norrut. Runt Chilacayote är det ganska tätbefolkat, med 129 invånare per kvadratkilometer. Närmaste större samhälle är Misantla, 19,0 km öster om Chilacayote. Omgivningarna runt Chilacayote är en mosaik av jordbruksmark och naturlig växtlighet.